# جیمی آزاد
«جیمی آزاد» (انگلیسی: Free Jimmy) فیلمی انیمیشن در سبک کمدی به کارگردانی کریستوفر نیلسن است که در سال ۲۰۰۶ منتشر شد.

## خلاصه فیلم
داستان انیمیشن در مورد گروهی از شکارچیان است که قصد دارند یک فیل را از سیرک آزاد کنند...

## صداپیشگان
- وودی هارلسون
- سایمون پگ
- امیلیا فاکس
- کایل مک‌لاکلن
- سامانتا مورتون
- دیوید تننت
- جیم برودبنت
- داگلاس هنشال
- جیمز کازمو
- جی سیمپسون
- کریس مارشال
- مارک گیتیس